# Денис Кесиљ
Денис Сергејевич Кесиљ (укр. Денис Сергійович Кесіль, рус. Денис Кесиль; Криви Рог, 26. октобар 2000) украјински је пливач чија специјалност су трке мешовитим и делфин стилом на 100 и 200 метара. 

## Спортска каријера
На међународној сцени Кесиљ се први пут појавио на европском јуниорском првенству у израелској Нетанији 2017. где је успео да освоји бронзану медаљу у трци на 200 метара делфин стилом. Пар месеци касније учестовао је и на светском јуниорском првенству на којем је у истој дисциплини заузео четврто место у финалу. 
Године 2018. учестовао је на Олимпијским играма младих у Буенос Ајресу, где је у својој примарној дисциплини на 200 делфин освојио сребрну медаљу.
У сениорској конкуренцији дебитовао је на светском првенству у Квангџуу 2019. где је наступио у три дисциплине. Најбољи резултат је остварио у трци на 200 делфин у којој је у финалу зазузео пето место, испливавши притом и нови национални рекорд Украјине (1:54,79) што је уједно била и квалификациона норма за наступ на ЛОИ 2020. у Токију. У трци на 100 делфин заузео је 28. место, док је на 400 мешовито био укупно 22. у квалификацијама. 